# ロスガトス (カリフォルニア州)

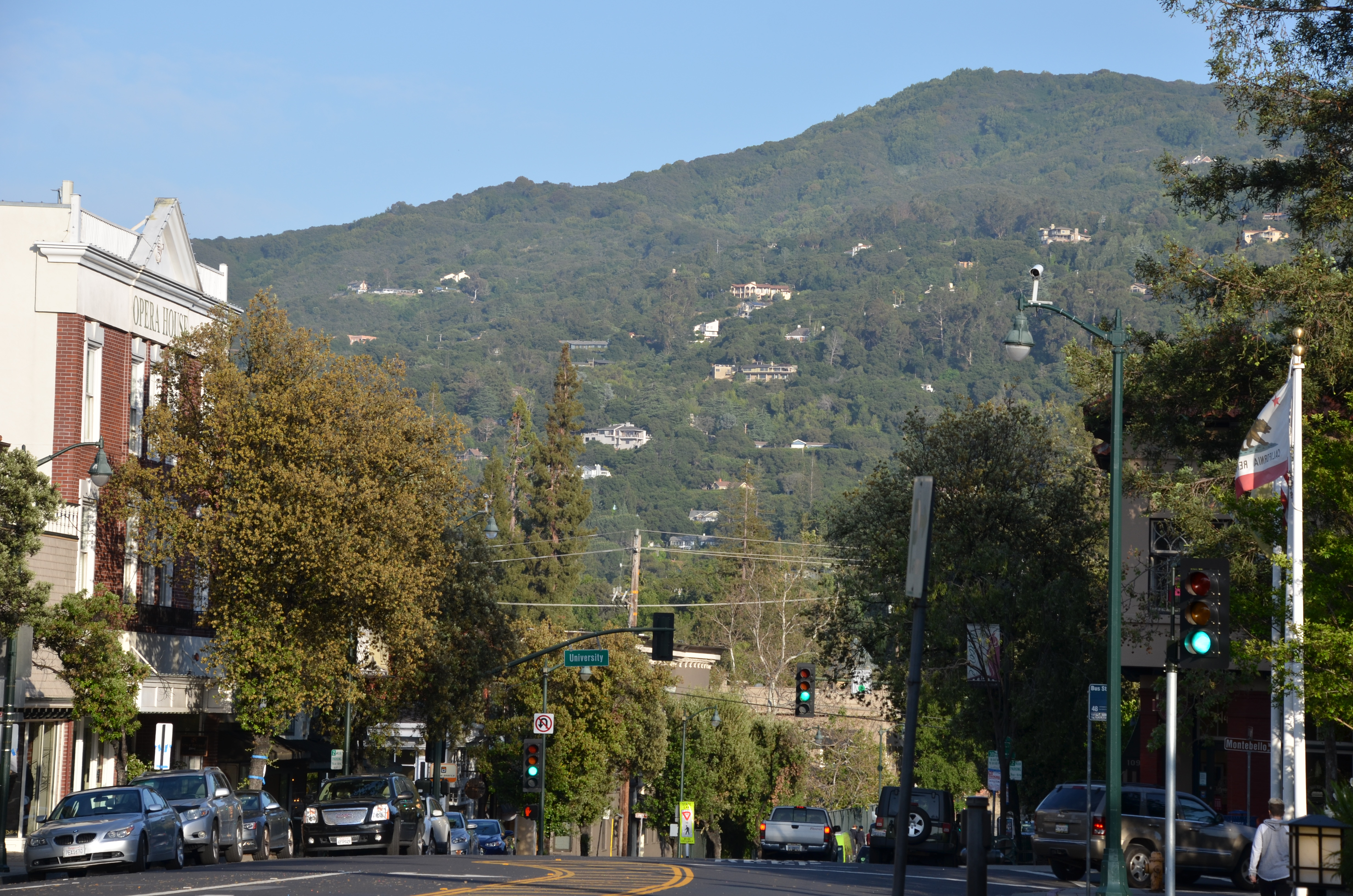
ロスガトス中心地

ロスガトス（Los Gatos）は、アメリカ合衆国カリフォルニア州のサンタクララ郡にある町。人口は3万3529人 (2020年)。サンフランシスコ・ベイエリアに属し、サンノゼの南西に位置する。ブルームバーグ ビジネスウィーク誌による、アメリカの裕福な市町村ランキングの33位にランクされたことがある。  
ロスガトスはシリコンバレーを構成する都市のひとつであり、多くのハイテク企業が立地している。中でも有名なのはネットフリックスで、ロスガトスに本社を構える。

## 名前の由来
ロスガトスとはスペイン語で猫 (Losが英語のThe、Gatosがcatsに該当)を意味する。1839年のアルタ・カリフォルニアにおける公用地定義に伴い、ランチョ・リンコナーダ・デ・ロスガトス（猫の街角）と呼ばれるようになった。ただし、ここでの猫とは、ロスガトスのある山麓に生息する固有種のピューマやボブキャットのことである。

## 歴史
ロスガトスは1850年代中盤、小麦粉メーカーのフォーブス・ミルが事務所をロスガトスクリーク沿いに建てたことから始まる。現在でもフォーブス・ミルの2棟の石造りの別館は博物館として残っている。
ロスガトスの名前は、当時の大地主だったスペイン人の名前にちなんで名付けられた。町の設立は1887年で、19世紀末まではサンタクルーズへ向かう山道を抜ける前の宿場町として栄えた。20世紀初頭には、ロスガトスはアプリコット、ぶどう、プルーンの農業で発展していた。1920年代までに、芸術の中心地として画家、音楽家、作家、俳優、あるいは芸術家に憧れる人々がロスガトスの住人として居を構えていた。1950年代初めにはサンノゼの郊外として開発が始まり、1980年代までにはほとんど開発が終わっている。
ロスガトスのダウンタウンは、多くの家や建物がビクトリア調の建築様式で維持されている。その他にも1880年に建築されたフォーブス・ミルの別館 (博物館として保存されている)、1920年代に作られたロスガトス高校、1923年に作られたオールドタウン・ショッピングセンターなど、歴史的な建造物が多く残されている。
ダウンタウンにあるいくつかのレンガ造りの建築物は、1989年のロマ・プリータ地震により深刻な被害を受けたが、現在では修復されている。

### 鉄道
初期のロスガトスにおいては、交通の主役は鉄道であった。19世紀後半にサウス・パシフィック・コースト鉄道（狭軌鉄道)がアラメダからサンタクルーズまで開通し、ロスガトスにも停車していたが、1964年までにはすべて廃止されている。また、サラトガからサンノゼ間の路面電車がロスガトスを通っていたが、これも1933年には廃止されている。

### 石油ブーム
1861年頃、少量な石油が、ロスガトス郵便局のおよそ6.5キロメートル南のサンタクルーズ山地にあるムーディ・ガルチ近郊の小川、泉および井戸で発見されたのを機に、1891年から1929年の間の小規模な石油ブームが起こり、ロスガトス周辺でおよそ20箇所の油井が掘削された。しかしながらムーディ・ガルチ油田は当初の期待ほど石油が出ず、約98,000バレルの石油と44立方フィートのガスを生産しただけで1938年には放棄されてしまった。1891年には、ムーディ・ガルチの掘削業者の一つのR.C.マクファーソンがサンノゼ・ロード（現在のロスガトス・ブールヴァード）沿いの油井で石油が出るのを発見している。いずれも結果として商業的な石油の生産までは至らなかったものの、少量の石油は燃料、潤滑油等の用途で地元住民に利用されていたようである。

## 地理と都市概観
ロスガトスは北緯37度14分10秒 西経121度57分42秒 / 北緯37.23611度 西経121.96167度 (37.236044, −121.961768).に位置している。ロスガトスの南北をカリフォルニア州ハイウェイ17号線が町の中央を通り、カリフォルニア州ハイウェイ85号線は、町の北部を東西に通っている。ダウンタウンは町の南西に位置している。

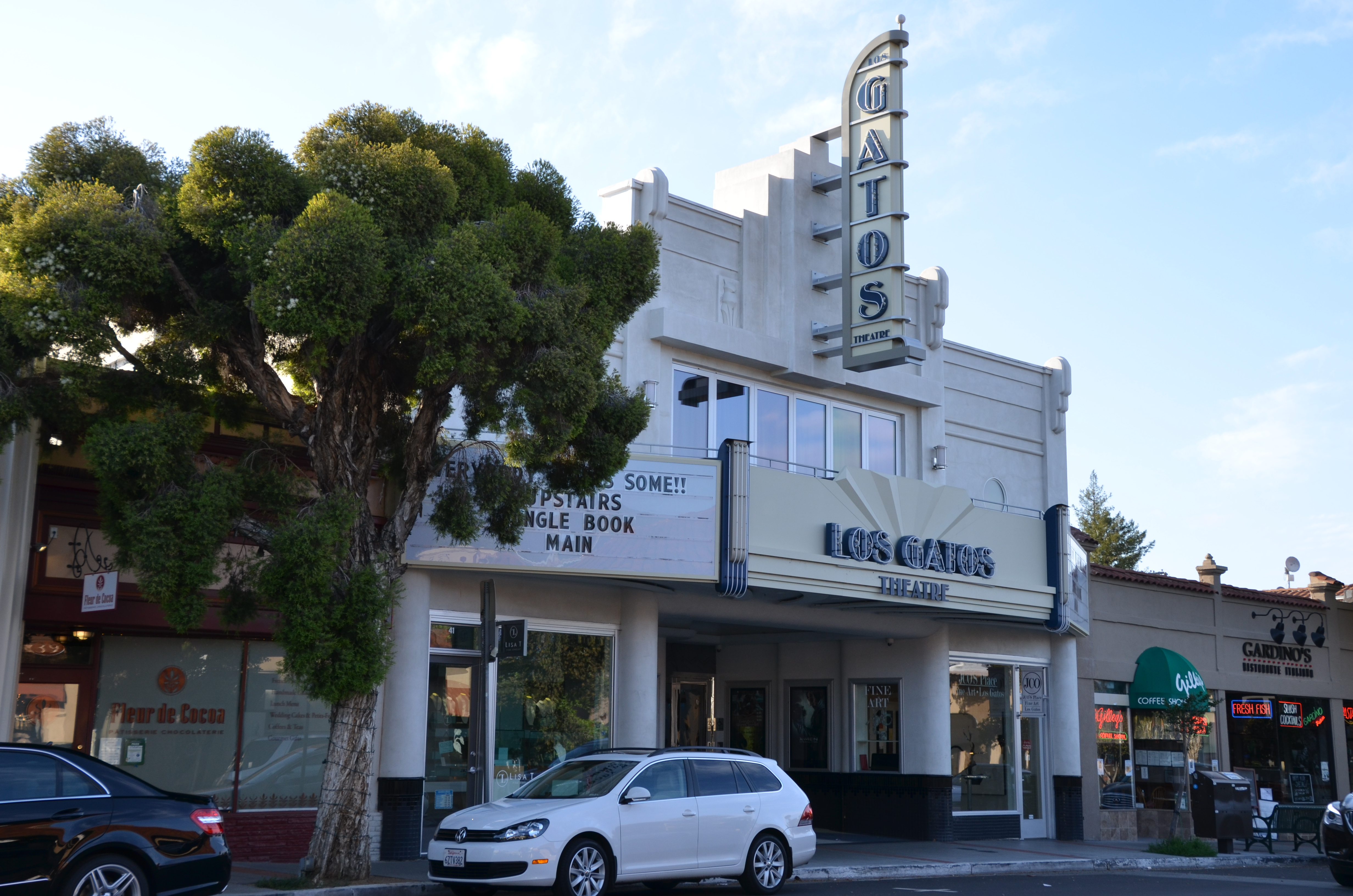
ロスガトス・シアター

郡の管理するヴァソナ・パークと、町の管理するオークメドウ・パークが隣接しており、町のほぼ中央に位置している。公園内には「ウィリアム・"ビリー"・ジョーンズ・ワイルドキャット鉄道」が運行されており、人気を集めている。ヴァソナ・パーク内にはプルーン・リッジへと向かうトレイルがあり、サンタクルーズ山地から流れるロスガトス・クリークが公園内を縦断し、ハイウェイ17に沿って流れ、グアダルーペ川に合流してサンフランシスコ湾まで至る。ロスガトス・クリーク・トレイルではウォーキング、ジョギング、サイクリングが盛んで、レキシントンダムからキャンベル、サンノゼまで行くことができる。

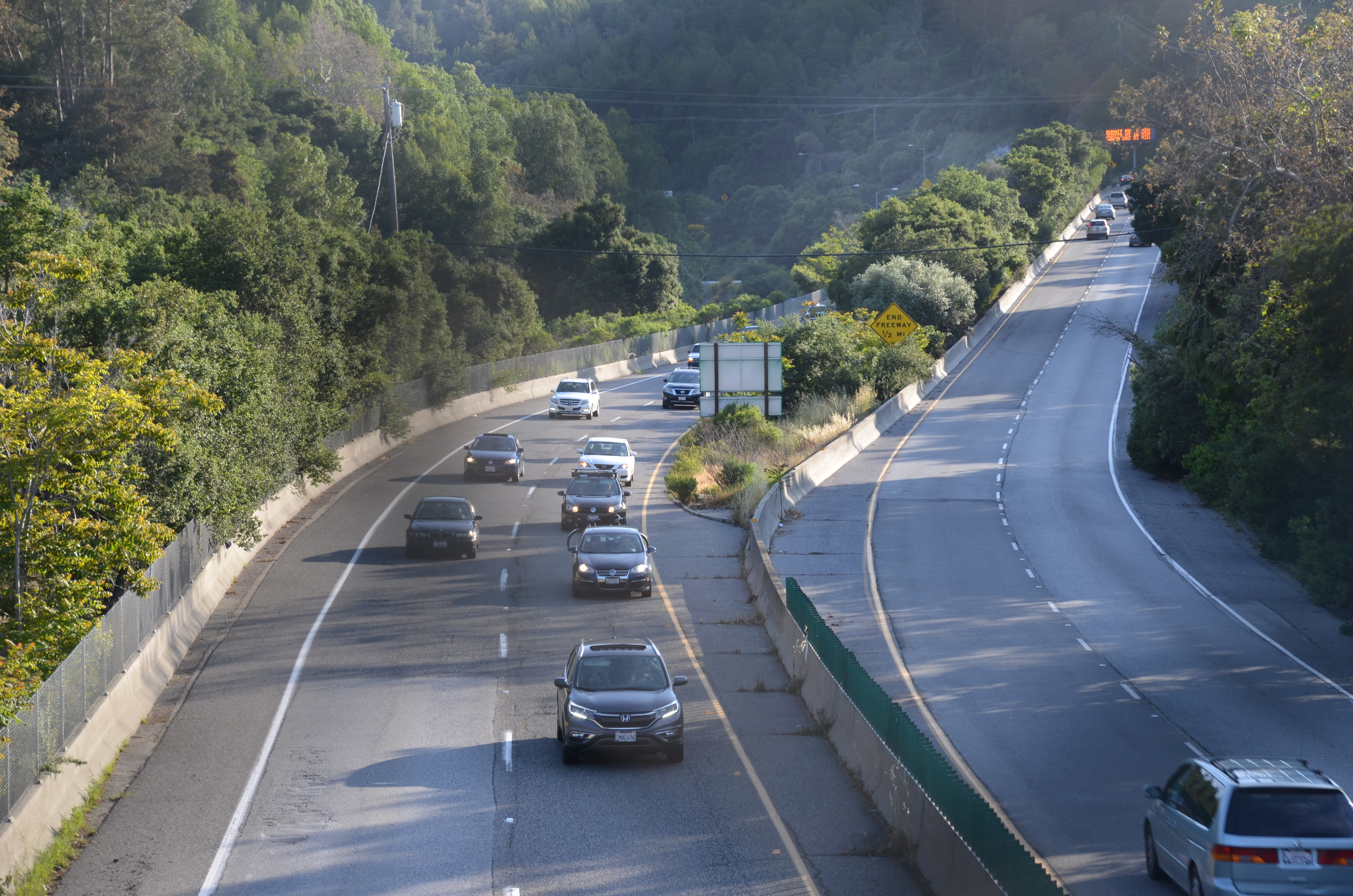
ロスガトスを通るハイウェイ17号

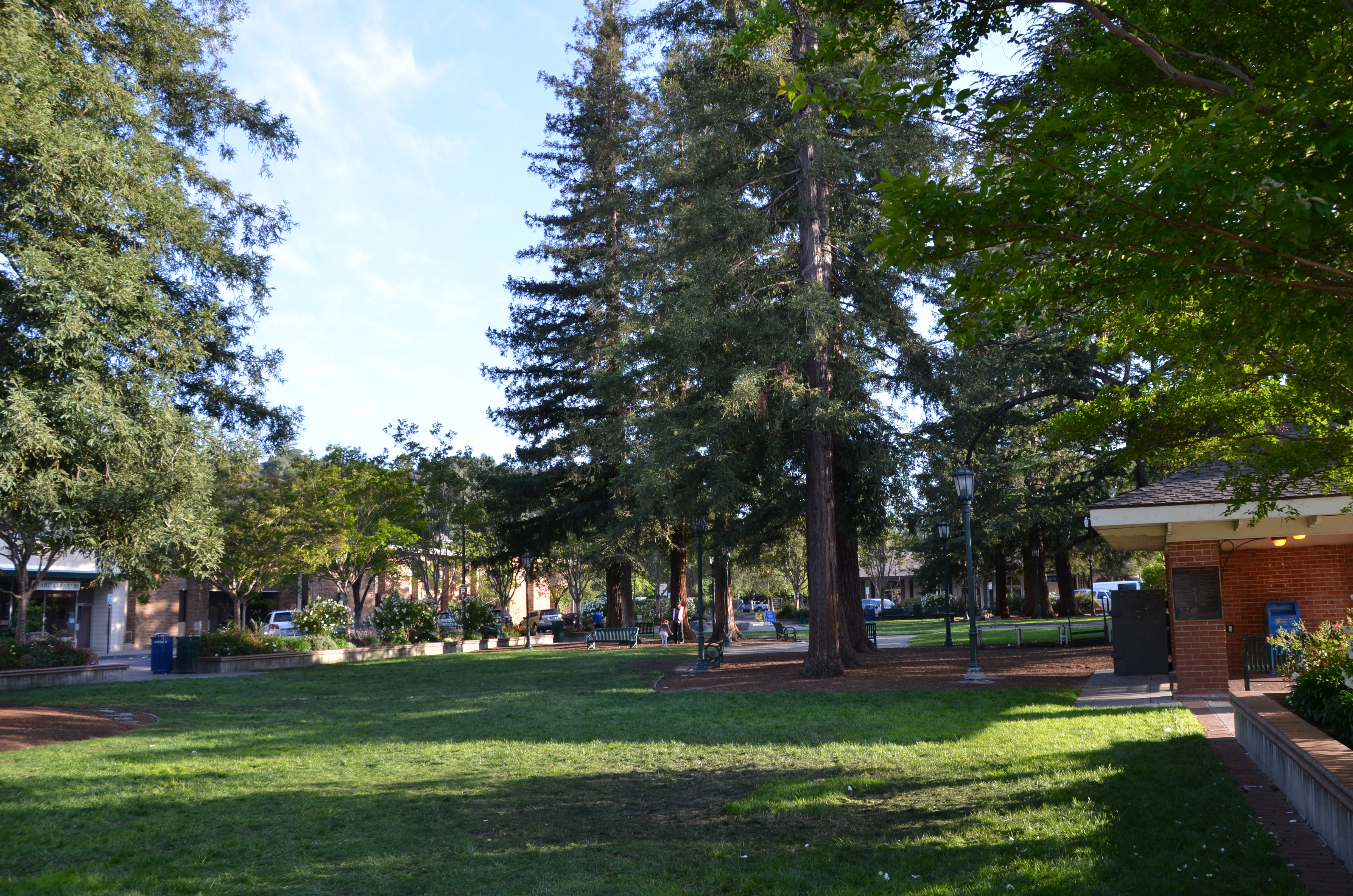
タウン・プラザ・パーク

アメリカ合衆国国勢調査局のデータによると、町の面積は11.2平方マイル (29 km2)であり、11.1平方マイル (29 km2)が陸地で0.1平方マイル (0.26 km2)が水面である(全面積の0.71%) 。
気候
ロスガトスの気候はほぼサンノゼと同様で、他のカリフォルニア州の都市同様、地中海性気候に属する。
| ロスガトス (カリフォルニア州)の気候 | ロスガトス (カリフォルニア州)の気候 | ロスガトス (カリフォルニア州)の気候 | ロスガトス (カリフォルニア州)の気候 | ロスガトス (カリフォルニア州)の気候 | ロスガトス (カリフォルニア州)の気候 | ロスガトス (カリフォルニア州)の気候 | ロスガトス (カリフォルニア州)の気候 | ロスガトス (カリフォルニア州)の気候 | ロスガトス (カリフォルニア州)の気候 | ロスガトス (カリフォルニア州)の気候 | ロスガトス (カリフォルニア州)の気候 | ロスガトス (カリフォルニア州)の気候 | ロスガトス (カリフォルニア州)の気候 |
| 月                                  | 1月                                 | 2月                                 | 3月                                 | 4月                                 | 5月                                 | 6月                                 | 7月                                 | 8月                                 | 9月                                 | 10月                                | 11月                                | 12月                                | 年                                  |
| ----------------------------------- | ----------------------------------- | ----------------------------------- | ----------------------------------- | ----------------------------------- | ----------------------------------- | ----------------------------------- | ----------------------------------- | ----------------------------------- | ----------------------------------- | ----------------------------------- | ----------------------------------- | ----------------------------------- | ----------------------------------- |
| 最高気温記録 °F （°C）              | 79 (26)                             | 80 (27)                             | 88 (31)                             | 96 (36)                             | 101 (38)                            | 114 (46)                            | 113 (45)                            | 107 (42)                            | 109 (43)                            | 103 (39)                            | 87 (31)                             | 83 (28)                             | 114 (46)                            |
| 平均最高気温 °F （°C）              | 60 (16)                             | 62 (17)                             | 66 (19)                             | 71 (22)                             | 76 (24)                             | 82 (28)                             | 85 (29)                             | 85 (29)                             | 83 (28)                             | 76 (24)                             | 65 (18)                             | 61 (16)                             | 75 (24)                             |
| 平均最低気温 °F （°C）              | 39 (4)                              | 41 (5)                              | 43 (6)                              | 44 (7)                              | 48 (9)                              | 52 (11)                             | 55 (13)                             | 55 (13)                             | 53 (12)                             | 49 (9)                              | 42 (6)                              | 39 (4)                              | 50 (10)                             |
| 最低気温記録 °F （°C）              | 18 (−8)                             | 21 (−6)                             | 27 (−3)                             | 30 (−1)                             | 34 (1)                              | 37 (3)                              | 37 (3)                              | 39 (4)                              | 38 (3)                              | 31 (−1)                             | 28 (−2)                             | 16 (−9)                             | 16 (−9)                             |
| 降水量 inch （mm）                  | 5.1 (130)                           | 4.7 (119)                           | 3.9 (99)                            | 1.2 (30)                            | 0.5 (13)                            | 0.1 (3)                             | 0.1 (3)                             | 0.1 (3)                             | 0.2 (5)                             | 1.0 (25)                            | 2.5 (64)                            | 3.2 (81)                            | 22.6 (574)                          |
| [ 要出典 ]                          |                                     |                                     |                                     |                                     |                                     |                                     |                                     |                                     |                                     |                                     |                                     |                                     |                                     |

## 人口
2010年国勢調査
2010年国勢調査によると、ロスガトスの人口は29,413で、人口密度は2,635.7人/平方マイル(1,017.6/km2)だった。人種構成は白人が24,060人(81.8%), アフリカ系アメリカ人が269人(0.9%)、ネイティブアメリカンが86人(0.3%)、アジア人3,203人 (10.9%)、ポリネシア52人(0.2%)、その他462人 (1.6%)であり、ヒスパニック系は2,120人 (7.2%)であった。
世帯数は12,355世帯であり、3,775世帯 (30.6%)は18歳以下の子供の居る世帯であり、6,417世帯 (51.9％)が子供の居ない異性間婚姻関係のある世帯、949世帯 (7.7%)は女性の単独世帯、435世帯 (3.5%)は男性の単独世帯であった。 また551世帯 (4.5%)は結婚をしていない異性間の同居世帯、84世帯 (0.7%)は同性婚の世帯であった。
人口構成は18歳未満が6,567人 (22.3%)、18歳から24歳までが1,442人 (4.9%)、25歳から44歳までが6,722人 (22.9%)、45歳から64歳までが9,417人 (32.0%)、65歳以上が5,265人 (17.9%)であり、年齢の中央値は45歳である。男性92対女性100の割合で、18歳以上に限ると男性88対女性100の割合であった。
13,050世帯からなる宅地の住宅密集度は1平方マイルあたり1,169.4世帯 (451.5世帯/平方キロ)である。内訳は、7,778世帯 (63.0％)が自己所有住宅で、4,577 (37.0%)が賃貸住宅である。 自己所有住宅の空室率は1.0%となっており、賃貸の空室率は4.5%にとどまる。 19,901人 (人口の67.7%)が自己所有住宅に住み、9,162人 (同31.1%)が賃貸住宅に居住している。

## 経済
下記の企業がロスガトスに本社を置いている。
- Buongiorno
- Cryptic Studios
- Digital Media Academy
- EverSport
- ImageShack
- Netflix
- Par Avion Tea
- Roku
- Plex
- Smashwords

雇用企業・団体の上位
2015年6月時点での上位雇用企業・団体は以下の通り。
| 順位 | 企業・団体                                             | 従業員数 |
| ---- | ------------------------------------------------------ | -------- |
| 1    | ネットフリックス                                       | 1,530    |
| 2    | El Camino Hospital Los Gatos                           | 560      |
| 3    | Courtside Tennis Club                                  | 440      |
| 4    | Safeway                                                | 314      |
| 5    | Los Gatos Elementary School District                   | 273      |
| 6    | Vasona Creek Health Care Center                        | 233      |
| 7    | Good Samaritan Regional Cancer Center                  | 200      |
| 8    | Whole Foods Market                                     | 179      |
| 9    | en:Los Gatos-Saratoga Joint Union High School District | 157      |
| 10   | Town of Los Gatos                                      | 157      |

## 政治
ロスガトス町議会は5人の議員により成り立っている。5人の議員のうち一人が町長を務めている。町長は毎年ローテーションで変わる。
ロスガトスはカリフォルニア州議会上院議員選挙においては第15選挙区に、州議会下院議員選挙においては第24選挙区に属している。また、連邦議会下院議員選挙においては、ロスガトスはカリフォルニア第14選挙区に属している。

## 交通
ロスガトスの公共交通はサンタクララバレー交通局によるバスが運行されており、サンノゼを含むサンタクララ郡の各都市をつないでいる。
もっとも近い空港はサンノゼ国際空港（IATA: SJC）である。

## 姉妹都市
- 新北市中和区, 台湾
- 遼陽市, 中国
- Listowel, ケリー県, アイルランド
- タリン, エストニア
- Zihuatanejo, メキシコ

## ロスガトスに関係する著名人
- ペギー・フレミング – グルノーブルオリンピックフィギュアスケート女子シングル金メダリスト
- チャールズ・A・ロックウッド - 太平洋艦隊潜水艦部隊司令官
- ケニー・オルテガ – 映画監督、振付師、プロデューサー、ディレクター
- トラプト - ロックバンド
- スティーブ・ウォズニアック – Apple共同設立者